# Врмац
Врмац је планина и полуострво у Црној Гори изнад Боке которске. Њен највећи врх је Свети Илија висок 785 метара. Остали врхови су Вељи врх (712), Чисти врх (616), Попова Глава (584) и Свети Вид (440).
Врмац је наставак планине Ловћен. Полуострво Врмац се налази између Которског и Тиватског залива. Према западу, Врмац се спушта ка пролазу Вериге, широком око 300 m, који га одваја од Девесињског полуострва са друге стране Боке которске. Полуострво је начињено од флиша подложног ерозији и који је контраст оближњем крашком терену. Стрме падине отежавају раст насеља. Вегетацијом Врмца доминира макија.
Врмац је у прошлости је имао велики стратегијски значај јер је управо кроз Вериге пролазила граница између Османског царства и Млетачке републике, па тако и данас постоје трагови фортификацијских објеката, подигнутих ради одбране граница.
Полуострво Врмац је ријетко насељено. На обалама су градићи Тиват, Котор, Лепетани, Столив и Прчањ, а унутар полуострва су села Горња и Доња Ластва. Кроз Врмац је прокопан тунел, дугачак 1.637 метара који повезује Котор са Јадранском магистралом и остатком Црне Горе.